# メンデンホール指令
メンデンホール指令（メンデンホールしれい、英語: Mendenhall Order）は、アメリカ合衆国の長さと重さの基礎的な標準をヤード・ポンド法からメートル法に変えるという決定である。1893年4月5日に、アメリカ合衆国財務長官ジョン・カーライルの承認の下に、海岸陸地測量局長トマス・メンデンホールがBulletin No. 26 - Fundamental Standards of Length and Mass（告示第26号「長さと重さの基礎的標準」）として発行した。

## 指令以前の標準
1834年10月、イギリスのウェストミンスター宮殿が焼失(Burning of Parliament)し、そこで保管されていたイギリスの長さと重さの原器も焼損した。1855年に新しい原器が作られたとき、2つのヤード原器の写しと1つのポンド原器の写しがアメリカ合衆国に贈られた。これらはアメリカで使用しているヤードよりも優れていたので、そのうちの1つがアメリカのヤードの国家標準に採用された。このアメリカのヤード原器は、1876年と1888年にイギリスへ持って行ってイギリスのヤード原器と再比較された。イギリスから提供されたポンド原器は、アメリカのポンド原器（ミント・ポンド）と質量が一致したため、ミント・ポンドが国家標準のままとされた（ただし、NICTのサイトでは、ミント・ポンドがイギリスから贈られたポンド原器に置き換えられたとしている）。
これらはアメリカ合衆国における「慣用単位(customary unit)」（ヤード・ポンド法のアメリカにおける呼称）の原器であった。しかし、これとは別に、財務省度量衡局（後の国立標準技術研究所(NIST)）にはメートル法の原器が存在した。

## メートル法の公式認知
1866年、メートル法の使用を許可する法律が議会を通過したが、この法律はメートル法の使用を強制するものではなかった。法律には、従来の単位とメートル法の単位の換算表が含まれた。海岸陸地測量局の度量衡部は、鉄製の「委員会メートル」(Committee Meter)と白金製の「アラゴ・キログラム」(Arago Kilogram)をメートル法の国家標準に選定した。それまでのヤード・ポンドの原器も、慣用単位のための原器として維持された。
1870～1875年のフランスでの一連の会議により、メートル条約が調印され、国際度量衡局(BIPM)が設立された。BIPMは、条約に調印したすべての国のためのメートルとキログラムの基準を作成した。アメリカ合衆国に割り当てられたそれぞれ2つずつの原器は1890年にアメリカに到着し、国家標準に採用された。

## 変更の理由
1855年にイギリスから贈られたヤード原器が、不安定で、短くなっていることが分かった。同様に、ミント・ポンドも「使用には不適当」であると分かった。メンデンホール指令の数年前から、度量衡部ではメートル法の原器を使用することが「ほとんど強制」されていた。それは、メートル法の原器の優れた安定性と、それが正確な比較を行えるように設計されていたためである。度量衡部は1866年の法律の換算表を元に、メートル法の単位から慣用単位を得るための換算値を算出した。その値は、以下の通りである。
- 1 ヤード = 3600⁄3937 メートル
- 1 ポンド = 0.4535924277 キログラム

メンデンホール指令は、度量衡部ですでに起こっていた変化を正式に発表したものであった。

## 換算値の改善
1893年の定義は58年間不変のままだった。しかし、徐々に測定の精度が増すにつれ、英語圏の中でヤード・ポンドの標準の違いが重要になってきた。1959年7月1日、オーストラリア、カナダ、ニュージーランド、南アフリカ、イギリス、アメリカ合衆国の間で国際ヤード・ポンドについての協定が結ばれ、国際的に以下の換算値とすることが決定された。
- 1 ヤード = 0.9144 メートル
- 1 ポンド = 0.45359237 キログラム

## 標準と単位系
メンデンホール指令は、正確な長さと重さの比較に用いる標準をヤード・ポンド法に基づくものからメートル法に基づくものに変えることを指示したものであって、度量衡部以外の者に対して単位系を慣用単位からメートル法に変えることを義務付けたものではない。